# Saint-Pierre repülőtér
A Saint-Pierre repülőtér (IATA: FSP, ICAO: LFVP) Saint-Pierre és Miquelon egyetlen nemzetközi repülőtere, mely Saint-Pierre városától 1,9 km-re délre fekszik (Kanada partjaitól keletre, Új-Fundland közelében). Egyetlen használója az Air Saint-Pierre. Éves utasforgalma 28 501 fő (2022).

## Légitársaságok és célállomások
| Légitársaság     | Célállomások |
| ---------------- | --- |
| Air Saint-Pierre | Halifax, Miquelon, Montréal–Trudeau, St. John's Szezonális: Îles-de-la-Madeleine, Párizs-Charles de Gaulle Charter: Stephenville |

## Forgalom
Az utasforgalom az elmúlt években az alábbi módon változott:
| Utasok száma | 31 000 | 31 474 | 32 313 | 29 678 | 39 566 | 35 471 | 35 951 | 36 905 | 38 808 | 28 501 |
|              | 1997   | 2002   | 2004   | 2007   | 2009   | 2012   | 2014   | 2017   | 2019   | 2022   |

## Lásd még
- Air Saint-Pierre
- Miquelon repülőtér

## Fordítás
- Ez a szócikk részben vagy egészben  a   Saint Pierre Airport című angol Wikipédia-szócikk fordításán alapul.  Az eredeti cikk szerkesztőit annak laptörténete sorolja fel. Ez a jelzés csupán a megfogalmazás eredetét és a szerzői jogokat jelzi, nem szolgál a cikkben szereplő információk forrásmegjelöléseként.